# Stenostomidae
Famille
Les Stenostomidae sont une famille de vers plats libres, appartenant au sous-embranchement des Catenulida. 

## Liste desgenres
- Anokkostenostomum Norena, Damborenea & Brusa, 2005
- Myostenostomum Luther, 1960
- Rhynchoscolex Leidy, 1851
- Stenostomum Schmidt, 1848